# Ø
La O con barra oblicua (Ø, minúscula ø) es la vigesimoctava letra en los alfabetos de las lenguas danesa, feroesa y noruega.
Fonéticamente suena casi como los sonidos ingleses ir en bird, pronunciación no rótica (que no pronuncia la [ɹ] silábica postnuclear, es decir, la que está en posición de coda). También es parecido a la pronunciación del diptongo eu en francés, y ö en alemán, sueco o turco.
El nombre de la letra es el mismo que su sonido pero a veces es denominada por los tipógrafos en inglés como «o con barra» (slash o). En danés se la puede llamar gennemstregede ø («ø atravesada») para diferenciarla de prikke-ø («ø con puntos») que es ⟨ö⟩.

## Historia
El origen de la letra es la ligadura del diptongo «oe» (la línea horizontal de la «e» representada en la línea a través de «o») que se ha convertido en una letra por sí misma.
En sueco y, posteriormente, en islandés, la ö pasó a ser la grafía dominante de este sonido, mientras que en danés y noruego se sigue utilizando la o en la escritura a mano y la ø en la impresa. Hasta 1957 los mapas topográficos daneses utilizaban generalmente ö en los nombres de lugares, por ejemplo Helsingör o Læsö, para evitar que la línea en ø se malinterpretara como parte de la imagen del mapa; sin embargo, los mapas posteriores utilizan la O barrada. En los siglos XVIII y XIX los lingüistas Jens Høysgaard y Rasmus Rask intentaron sin éxito introducir el signo ö para el sonido abierto de ø en, por ejemplo, rör («tubo»), en contraposición al cerrado de mør («blando»).

## Uso

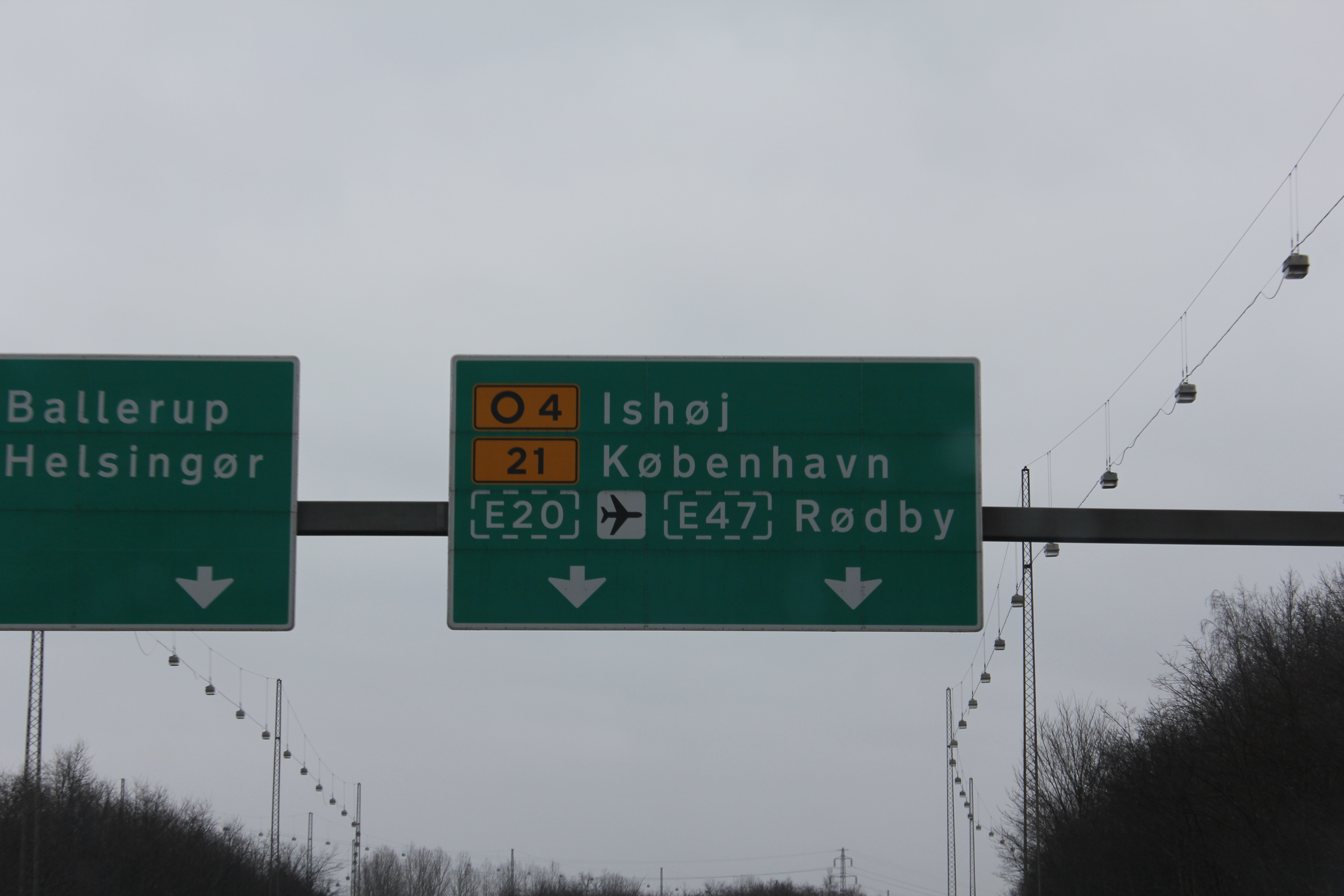
Señalización en una carretera danesa con indicaciones para Ishøj, Copenhague (København) y Rødby

En danés, feroés y noruego modernos, la letra es una vocal simple (AFI [ø]), y no un diptongo. Se considera una letra independiente, no una ligadura ni una variante de la letra O.En estas lenguas se puede escribir ø u oe si es necesario (en computadoras o teléfonos no escandinavos).
En danés (y en la escritura conservadora bokmål del noruego), ø es una palabra por sí sola que significa «isla».
Tiene su equivalencia en Ö en los alfabetos utilizados en turco, azerí, turcomano, tártaro, finlandés, sueco, islandés, alemán, estonio y húngaro.

### Como símbolo
Un símbolo similar era utilizado para señalar el nombre del gladiador que había muerto en combate en los mosaicos romanos.
En lingüística se usa como símbolo para marcar el sujeto elíptico. Por ejemplo, en la frase «Veo un libro», el sujeto es «Yo», pero no está explícito, así que a la hora de analizarla, el sujeto se marcaría con Ø.
El símbolo «ø» se usa en el Alfabeto Fonético Internacional para indicar el sonido de la letra danesa y noruega, la vocal entre semicerrada y media anterior redondeada. Y no pertenece a ninguna palabra del español.
Un símbolo parecido, ∅, se emplea en matemática para denotar el conjunto vacío.
En música se usa para escribir cifrados de acordes, se escribe en superíndice luego de la letra correspondiente a la fundamental del acorde, para definir el acorde semidisminuido que se da naturalmente en la tetrada del séptimo grado de la escala mayor.
En sonido representa el cambio de fase (onda). En sonido profesional se utiliza como símbolo de cambio de polaridad.
Suele utilizarse como símbolo de diámetro en el dibujo mecánico de piezas. Sin embargo, para indicar el diámetro se utiliza principalmente la letra griega phi mayúscula, es decir el trazo en posición vertical en lugar de inclinado.
En fotografía, el símbolo se utiliza para denominar el tamaño en milímetros que se utiliza tanto en filtros y accesorios de rosca como el de las tapas que cubren a los lentes fotográficos (objetivos).
En Inmunología, se utiliza como abreviatura para los macrófagos.
En algunos casos de abreviaturas informales, como apuntes universitarios, se utiliza para abreviar las terminaciones «-ción». Por ejemplo, clasificación: «clasificaø».
En informática se suele usar un cero similar a Ø para evitar la confusión entre 0, número, y O, letra "o" mayúscula.

## Codificación digital

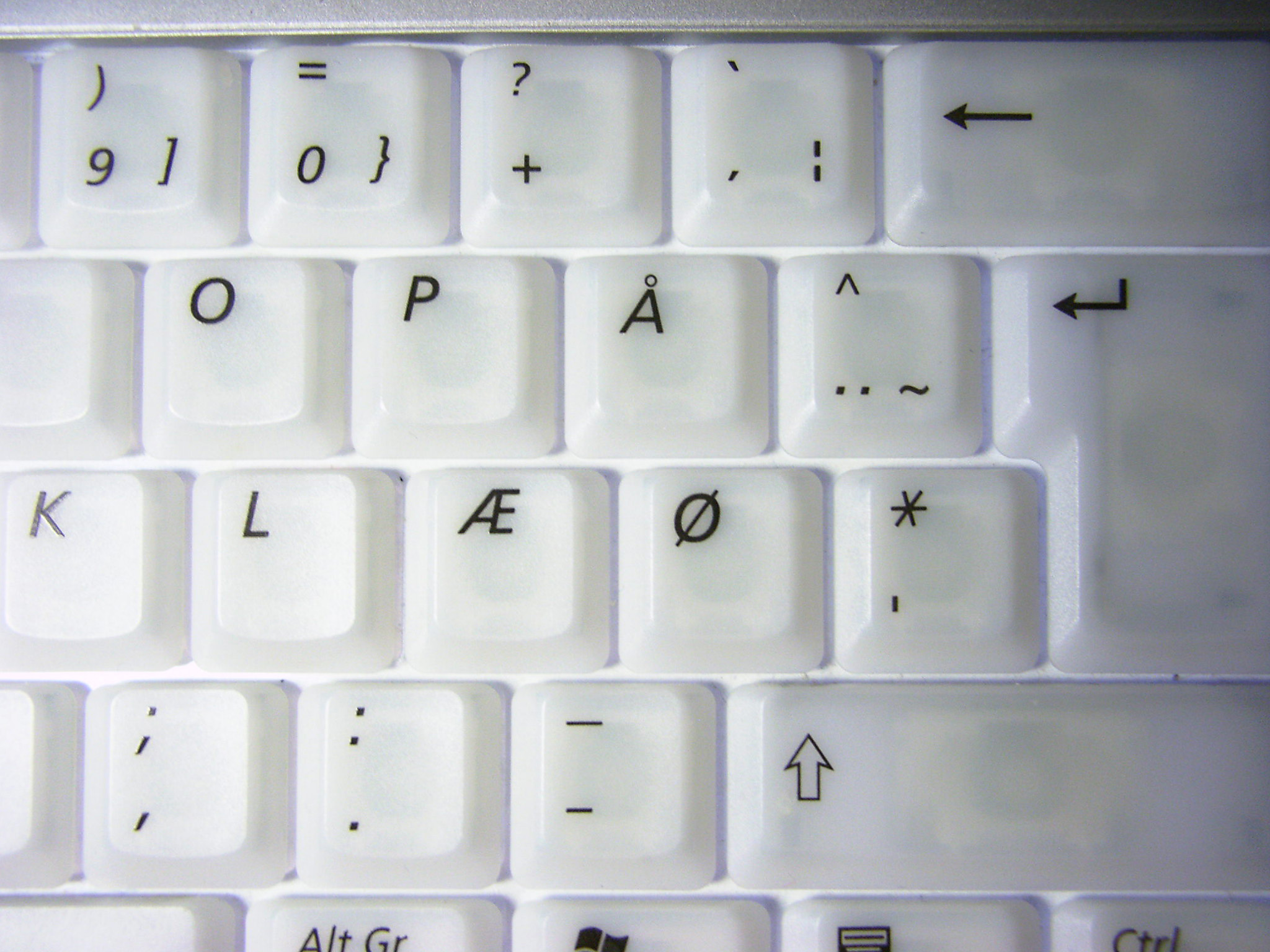
Teclado danés con letras para Æ, Ø y Å. En los teclados noruegos Æ y Ø intercambian su posición.

En computadoras, cuando se usa ISO 8859-1 o Unicode, los códigos para Ø y ø son, respectivamente, 216 y 248, o D8 y F8 en hexadecimal.
En el sistema operativo de Apple Macintosh se puede mecanografiar apretando la tecla [Option] junto con la O o la o. En Microsoft Windows se puede escribir manteniendo presionada la tecla [Alt] y luego marcando 0216 o 0248 (Ø -ø) en el teclado numérico, si los sistemas usan la página de códigos 1252 como sistema por defecto. El nombre de la letra en unicode es «Letra latina O mayúscula/minúscula con barra» (Latin capital/small letter O with stroke). La entidad HTML, requerida para casos en que la letra no está disponible con el código ordinario, los códigos son &Oslash; y &oslash;. En el entorno de X Window System, se puede producir estos caracteres pulsando la Multi key con una barra y después apretando o o O. En algunos sistemas, como la versión antigua de MS-DOS, la letra Ø no es parte de la página de códigos por defecto. En este caso, a no ser que haya páginas de código adicionales instaladas (como la escandinava), el símbolo del yen (¥) sustituye a Ø, y el símbolo del centavo (¢) sustituye a ø. También existen las opciones de Alt+157 para Ø y Alt+155 para ø.
| Carácter                | Ø                                  | Ø                                  | ø                                | ø                                |
| ----------------------- | ---------------------------------- | ---------------------------------- | -------------------------------- | -------------------------------- |
| Unicode                 | LATIN CAPITAL LETTER O WITH STROKE | LATIN CAPITAL LETTER O WITH STROKE | LATIN SMALL LETTER O WITH STROKE | LATIN SMALL LETTER O WITH STROKE |
| Codificación            | decimal                            | hex                                | decimal                          | hex                              |
| Unicode                 | 216                                | U+00D8                             | 248                              | U+00F8                           |
| UTF-8                   | 195 152                            | C3 98                              | 195 184                          | C3 B8                            |
| Ref. numérica           | &#216;                             | &#xD8;                             | &#248;                           | &#xF8;                           |
| Ref. entidad            | &Oslash;                           | &Oslash;                           | &oslash;                         | &oslash;                         |
| EBCDIC family           | 128                                | 80                                 | 112                              | 70                               |
| ISO 8859-1/4/9/10/13/16 | 216                                | D8                                 | 248                              | F8                               |
| TeX                     | \O                                 | \O                                 | \o                               | \o                               |